# トヨタ・アーバンクルーザー
アーバンクルーザー（URBAN CRUISER ）は、トヨタ自動車が販売する乗用車である。また、アーバンクルーザーハイライダー（URBAN CRUISER HYRYDER）は2022年からの商標である。

## 概要
新世代のミニSUVとして2006年、アーバンクルーザーコンセプト（Urban Cruiser Concept）がジュネーブモーターショーに出展された。2008年に市販化モデルが発売された。

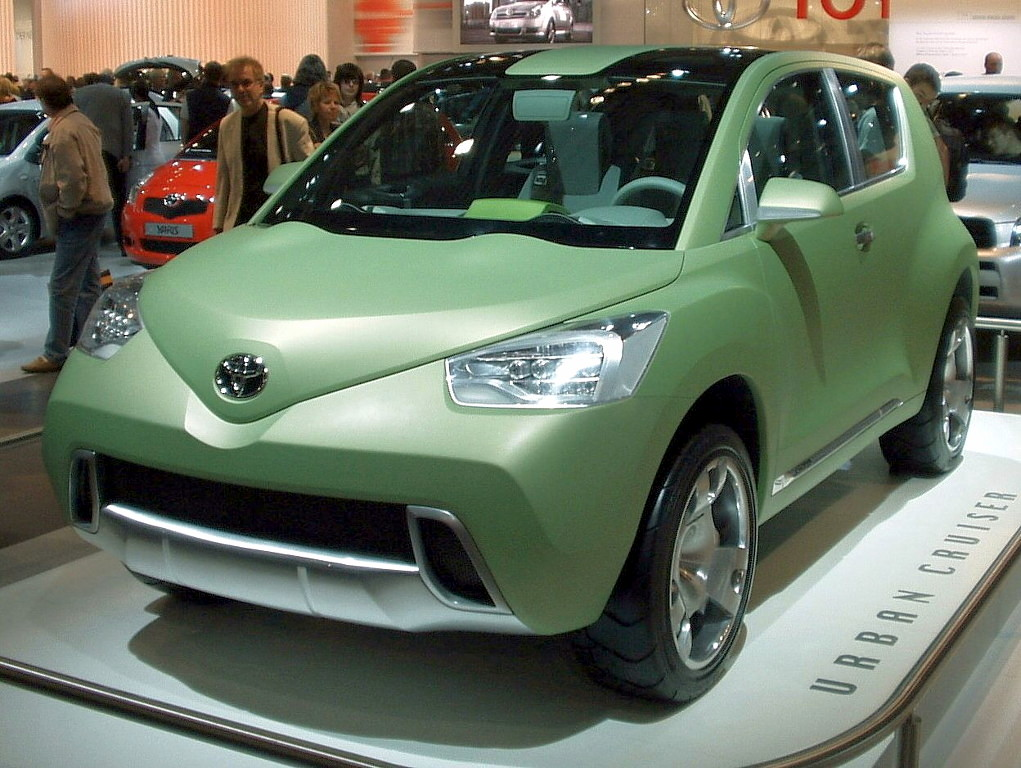
アーバンクルーザーコンセプト（2006年）
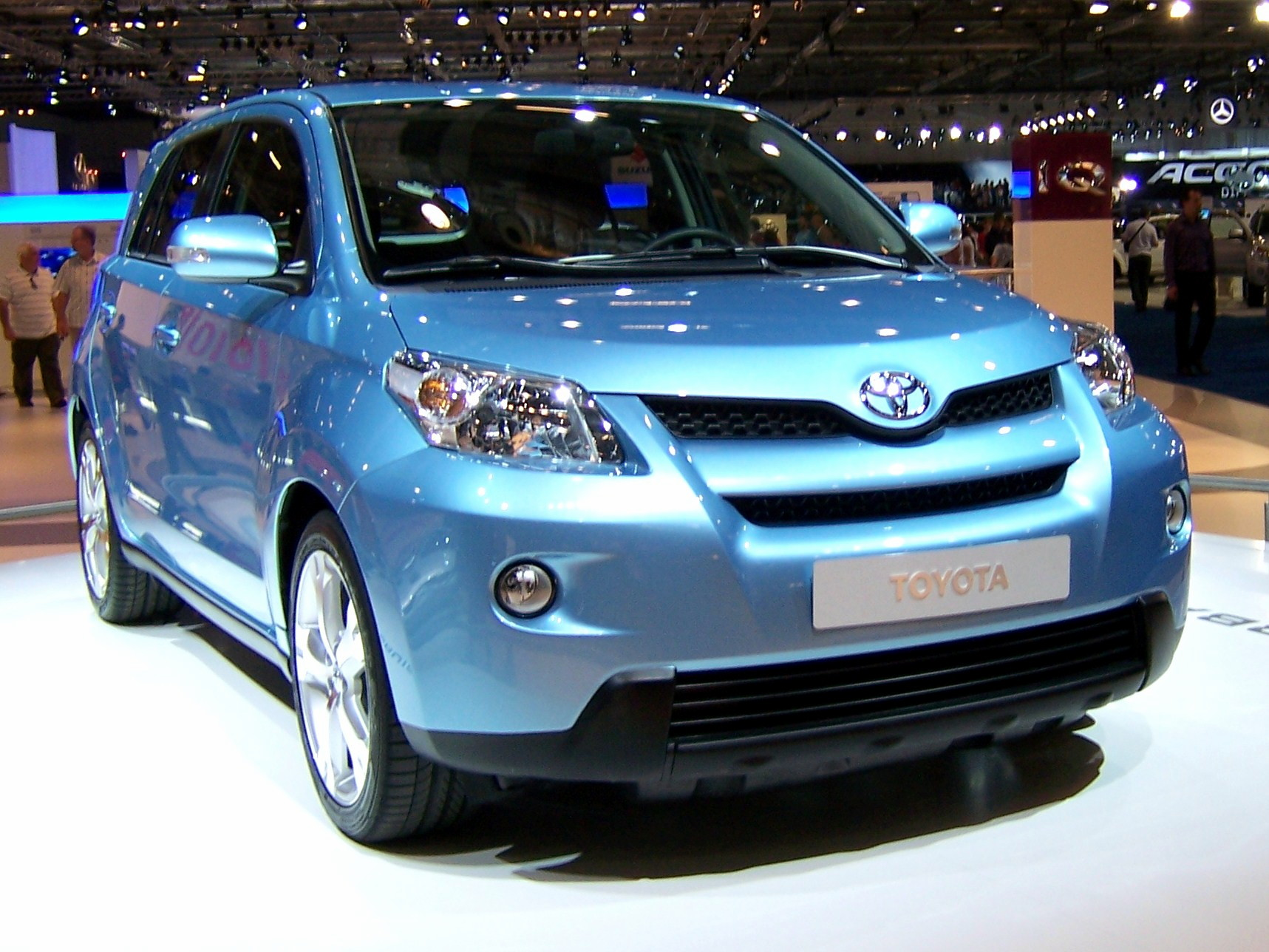
アーバンクルーザーコンセプト（2008年フロント）
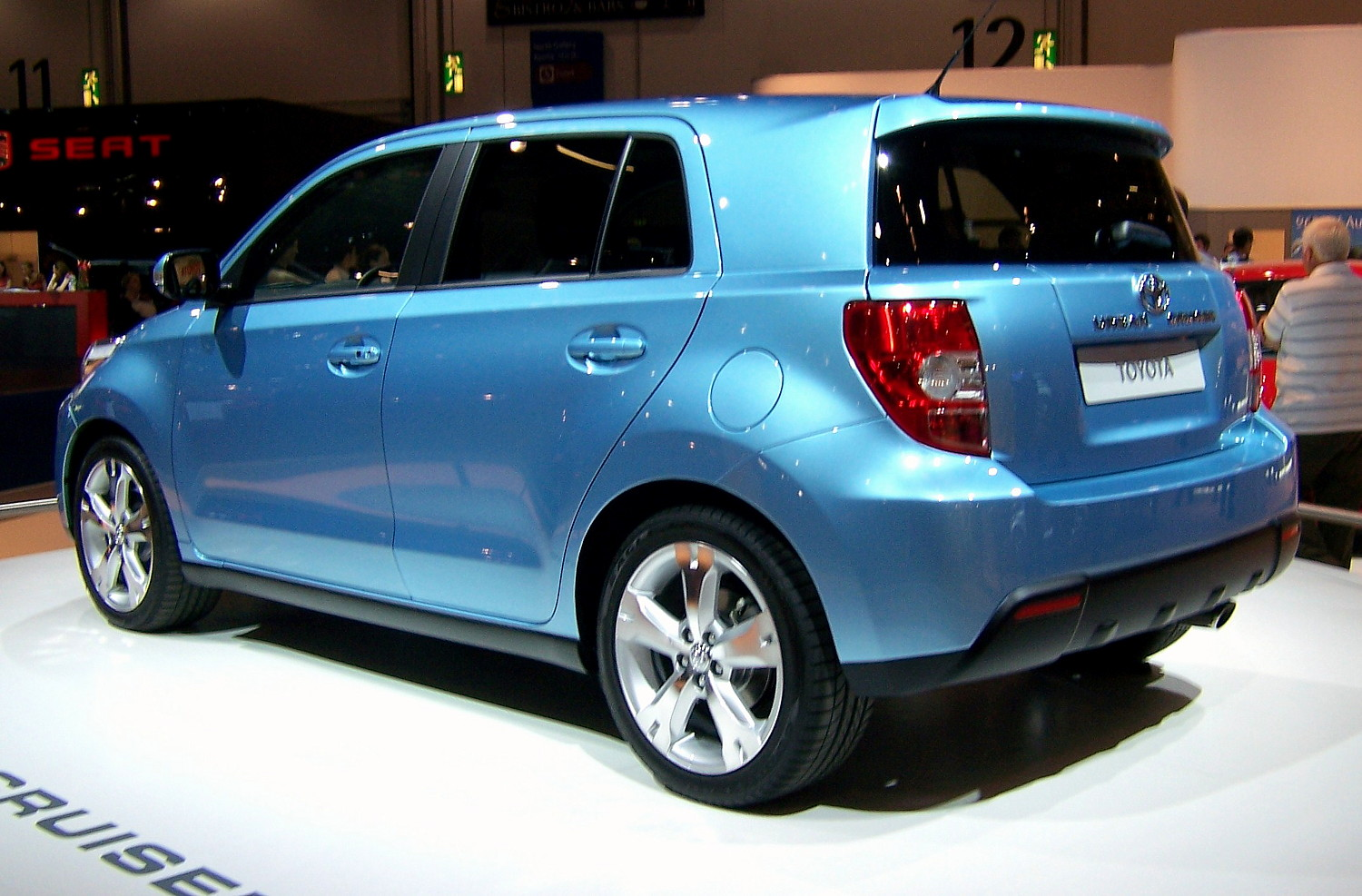
アーバンクルーザーコンセプト（2008年リア）

## 初代 XP110型（2008年 - 2014年）
2代目イスト、サイオンxDの姉妹車。
2008年のジュネーブモーターショーでデビューし、その後すぐに導入された。日産・キャシュカイ、スズキ・SX4、キア・ソウルなどの小型SUVと競合する小型SUVである。RAV4の下位モデルという立ち位置で販売されていた。
アーバンクルーザーは2011年以降に円高の影響で欧州での販売が伸びず。2014年に生産が終了された。理由としては、Rav4に近すぎる価格で販売されたことや、車両サイズを考慮すると、その不利であったことがあげられる。 結果としては、43,000 台強が販売された。また、日本向けである二代目イストは2016年3月まで販売されていた。後継車種はヤリスクロスとなる。
エンジンは、99 PS (73 kW)、132 N⋅m (97 lb⋅ft) を発生する 1,329 cc ガソリン エンジン、または 90 PS (66 kW)、205 N⋅m (151 lb⋅ft) の 1,364 ccディーゼルターボエンジンを搭載している。ベースグレードは前輪駆動だが、ディーゼルエンジンモデルには全輪駆動のグレードも設定されている。どちらも ６速マニュアルトランスミッションが設定されおり、オートマチックトランスミッションの設定はなかった。排出量を削減するために、トヨタはガソリンユニットに可変バルブタイミングと全範囲にわたる「ストップ＆スタート」システムを装備した。したがって、フランスでは環境上のペナルティの影響を受けず、D-4D トラクションの恩恵を受けることができた。
安全性は7つのエアバッグ、アンチロックブレーキ、トラクションコントロールを装備しているにもかかわらず、ユーロNCAPの安全評価で3/5星という比較的低い評価を受けた。

現在のアーバンクルーザーという車名は、インドとアフリカで販売されている都市型SUVを指すために2020年から再利用されている。また、そのモデルはマルチスズキ・ブレッツァのリバッジとなっている。

## 2代目（2020年 - 2022年）
2代目アーバンクルーザーは、スズキが欧州展開する見返りとして供給されたモデルである。スズキ・ビターラブレッツァの姉妹車で、日本では販売されていない。エンジンは1.5Lガソリンモデルのみで、ビターラブレッツァに設定されている1.3Lディーゼルモデルは設定されていない

## 「アーバンクルーザーハイライダー」（2022年 - ）
3代目は車名を「アーバンクルーザー・ハイライダー（URBAN CRUISER HYRYDER）」に改め、2022年7月1日にインドで発表された。同年8月から同国のトヨタ・キルロスカ・モーター（TKM）で生産が開始される。
本代ではスズキとの共同開発車両となり、スズキからは3代目グランドビターラとして同年7月20日発表された。トヨタ・キルロスカ・モーター（TKM）で生産され、それぞれのブランドで販売される。
外観はトヨタSUVに共通のグローバルデザインを採り入れ、ヘッドランプユニットは、プロジェクタータイプのLEDヘッドランプを上下のデイタイムライニングランプで挟み込む配置とし、フロントフェイスは、めっきガーニッシュを施したクリスタルアクリルを採用したアッパーグリルと、ワイドな台形のロアグリルの組み合わせとした。
パワートレインはハイブリッドシステム「THS」とスズキ製のマイルドハイブリッドシステムの2種類が用意される。「THS」にはトヨタ製の直列3気筒1.5Lエンジンを組み合わせた「e-ドライブトランスミッション」を採用し、モーターのみの単独走行が可能なEVモードも備えている。マイルドハイブリッドシステムはスズキ製の直列4気筒1.5 L K型エンジンにモーター機能付発電機「インテグレーテッド・スターター・ジェネレーター（ISG）」を組み合わせ、トランスミッションは6AT（ステップAT）と5MTが用意される。駆動方式は2WDのほか、マイルドハイブリッドモデルでは4WDも設定される。
装備面ではヘッドアップディスプレイや360度カメラ&ビュー、コネクテッドカー機能を採用。後席はリクライニング機構を備えた6:4分割可倒式を採用しており、専用のエアコン吹き出し口やUSBポートも備えている。ボディカラーは、「カフェホワイト」「エンティシングシルバー」「ゲーミンググレー」「スポルティンレッド」「ミッドナイトブラック」「ケーブブラック」「スピーディーブルー」の7色が設定される。

2022年11月9日、CNG仕様を追加すると発表した。 1.5 Lエンジンを搭載し、トランスミッションは5速MTのみとなる。

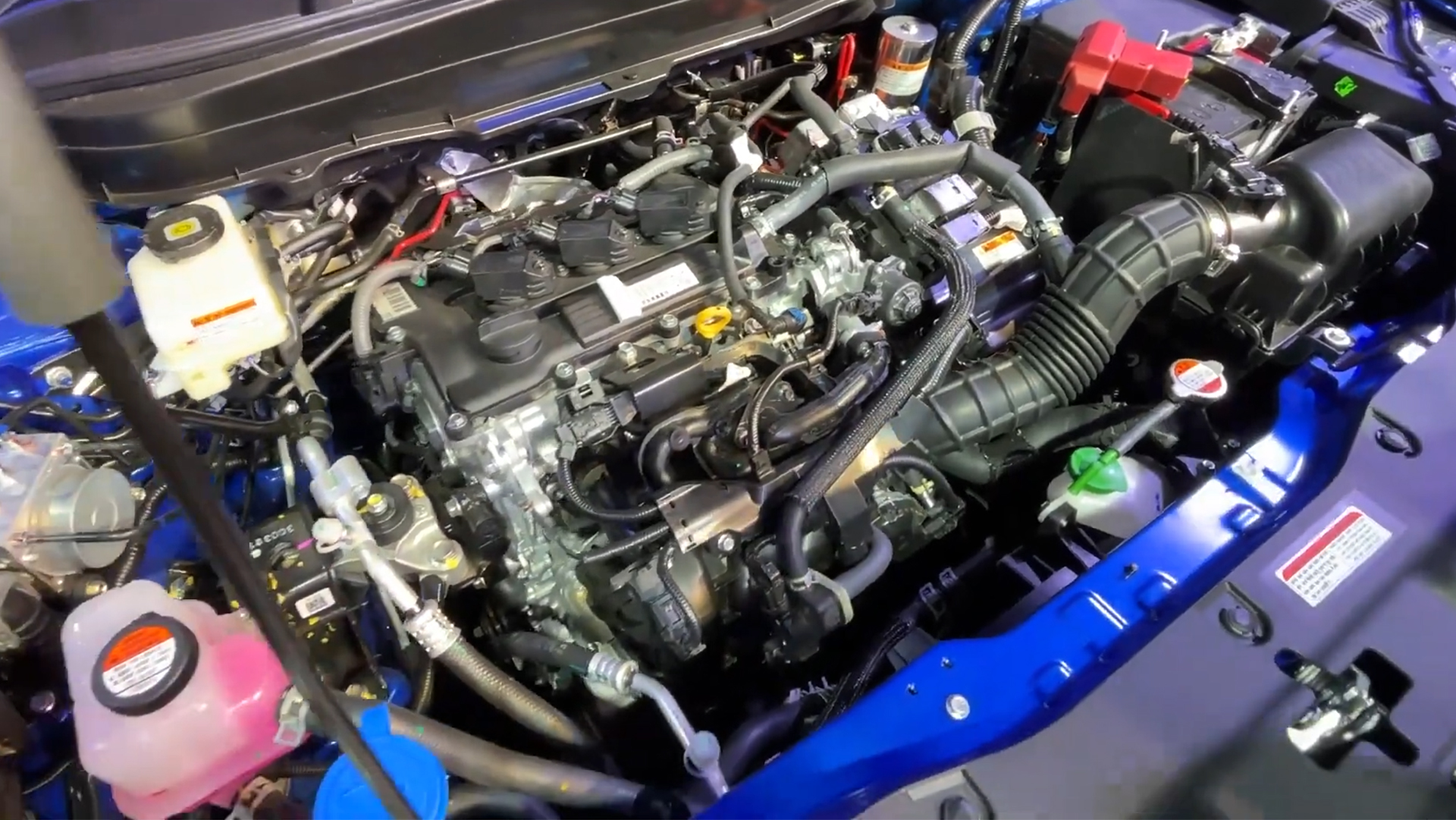
M15D-FXE エンジン

## 「アーバンクルーザータイザー」（2024年 - ）
2024年4月3日、インドでアーバンクルーザー・タイザー（URBAN CRUISER TAISOR）を世界初公開。スズキ・フロンクスのOEMとなる。

## 5代目（2025年 - ）
2025年から「アーバンクルーザー」の車名が復活する予定。スズキが生産するBEV「eビターラ」のOEMモデルで、2023年12月にヨーロッパで「アーバンSUVコンセプト」として公開されたスタイリングを踏襲する。

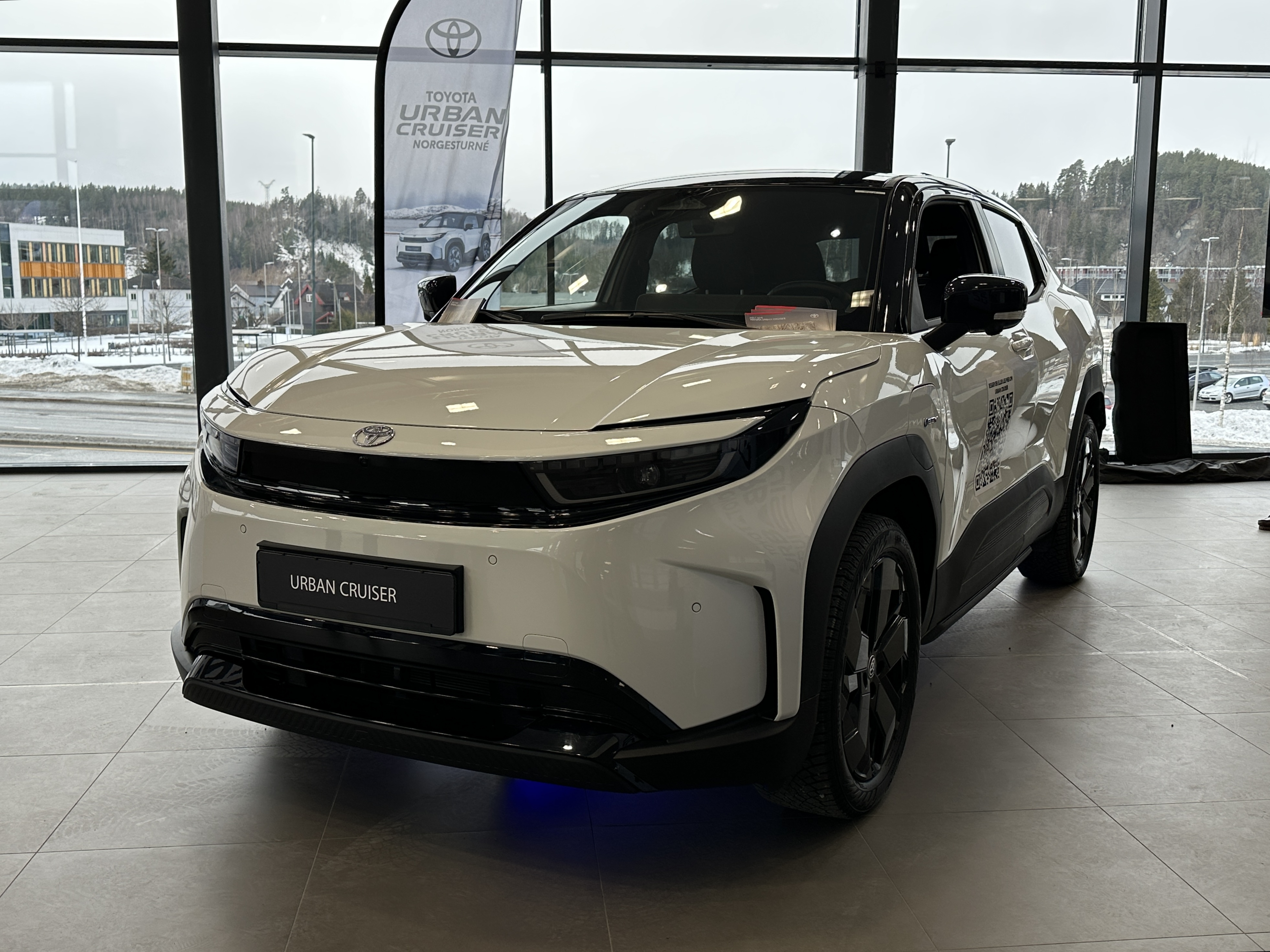
フロント
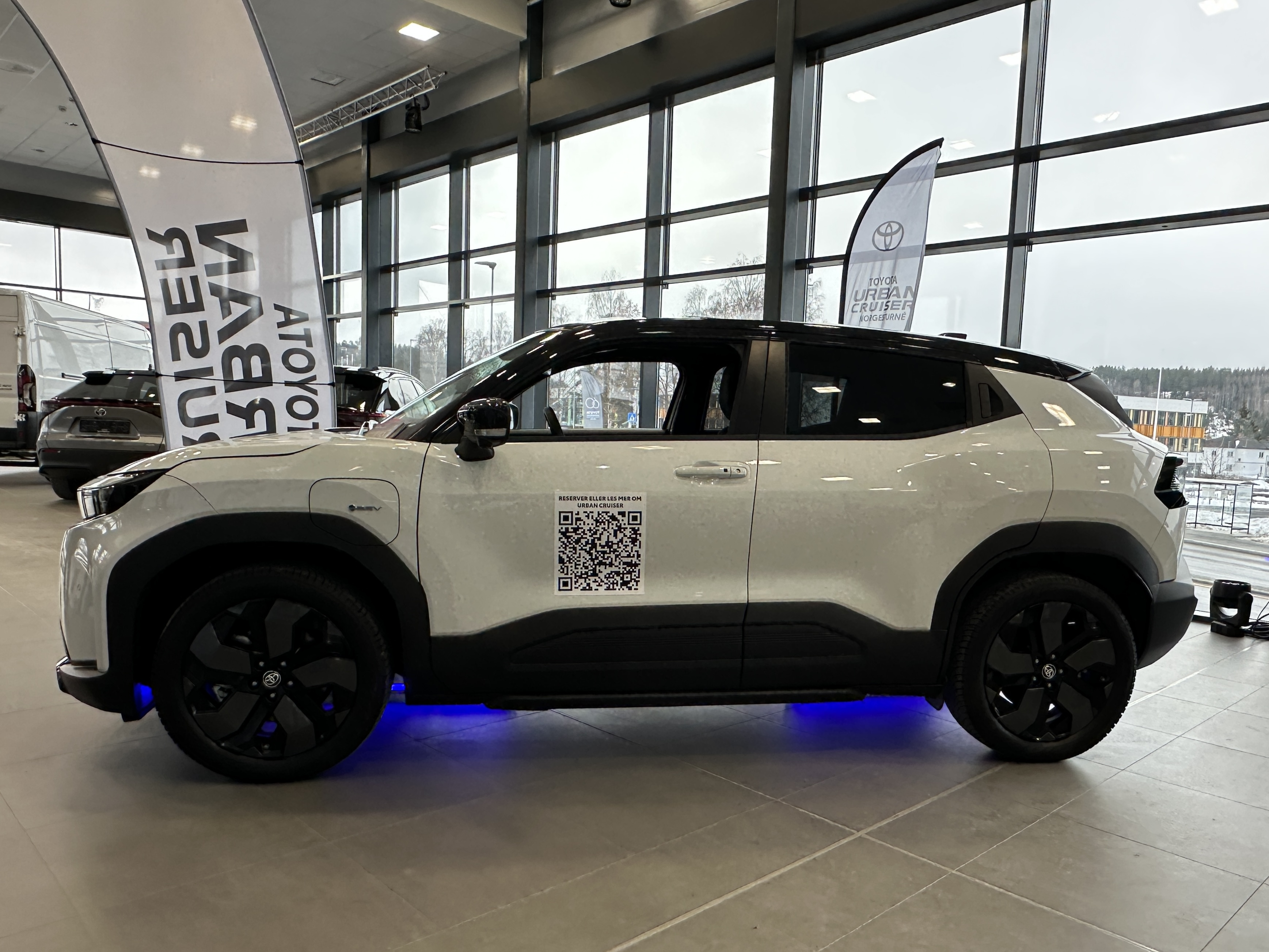
サイド
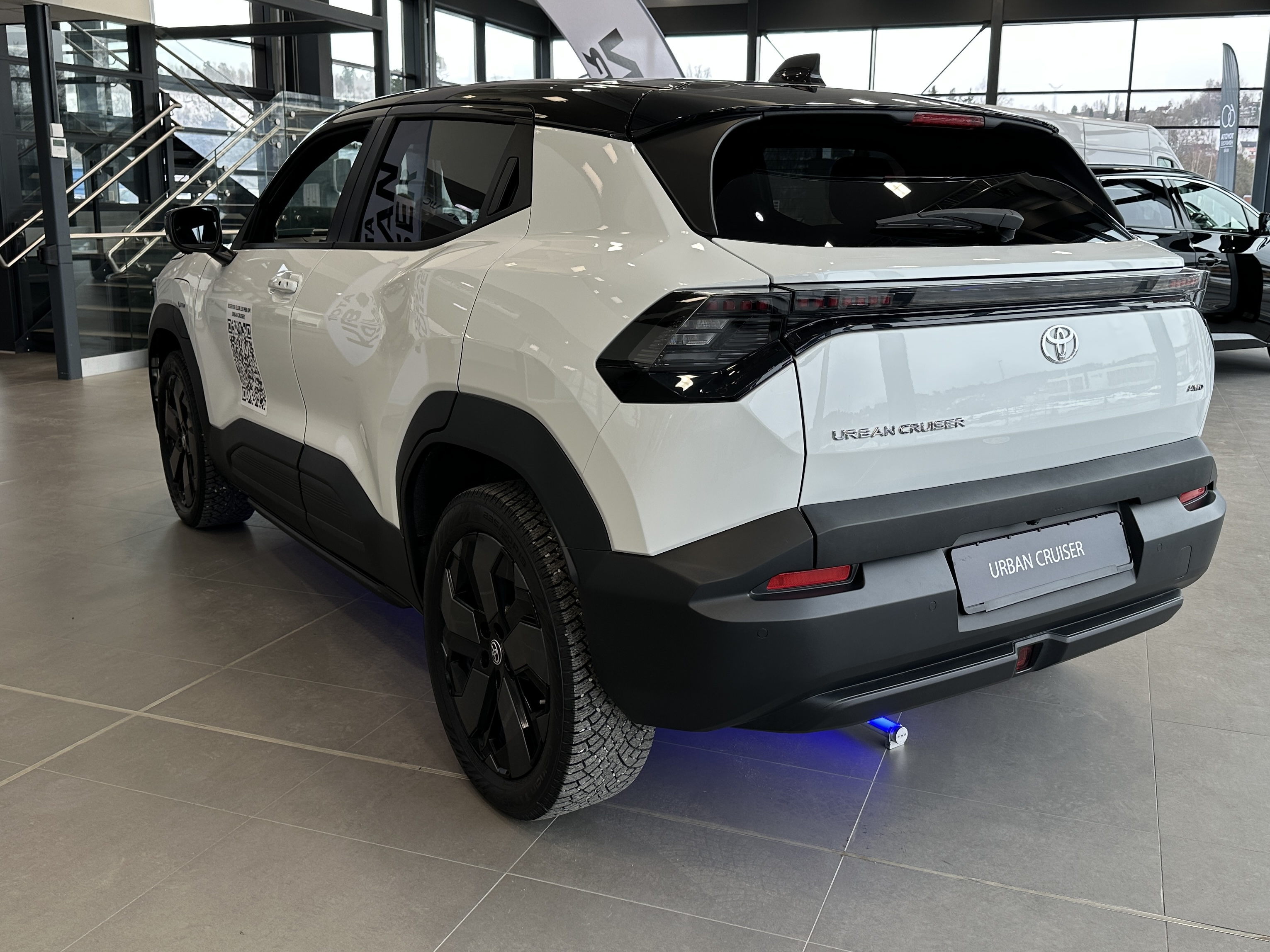
リア
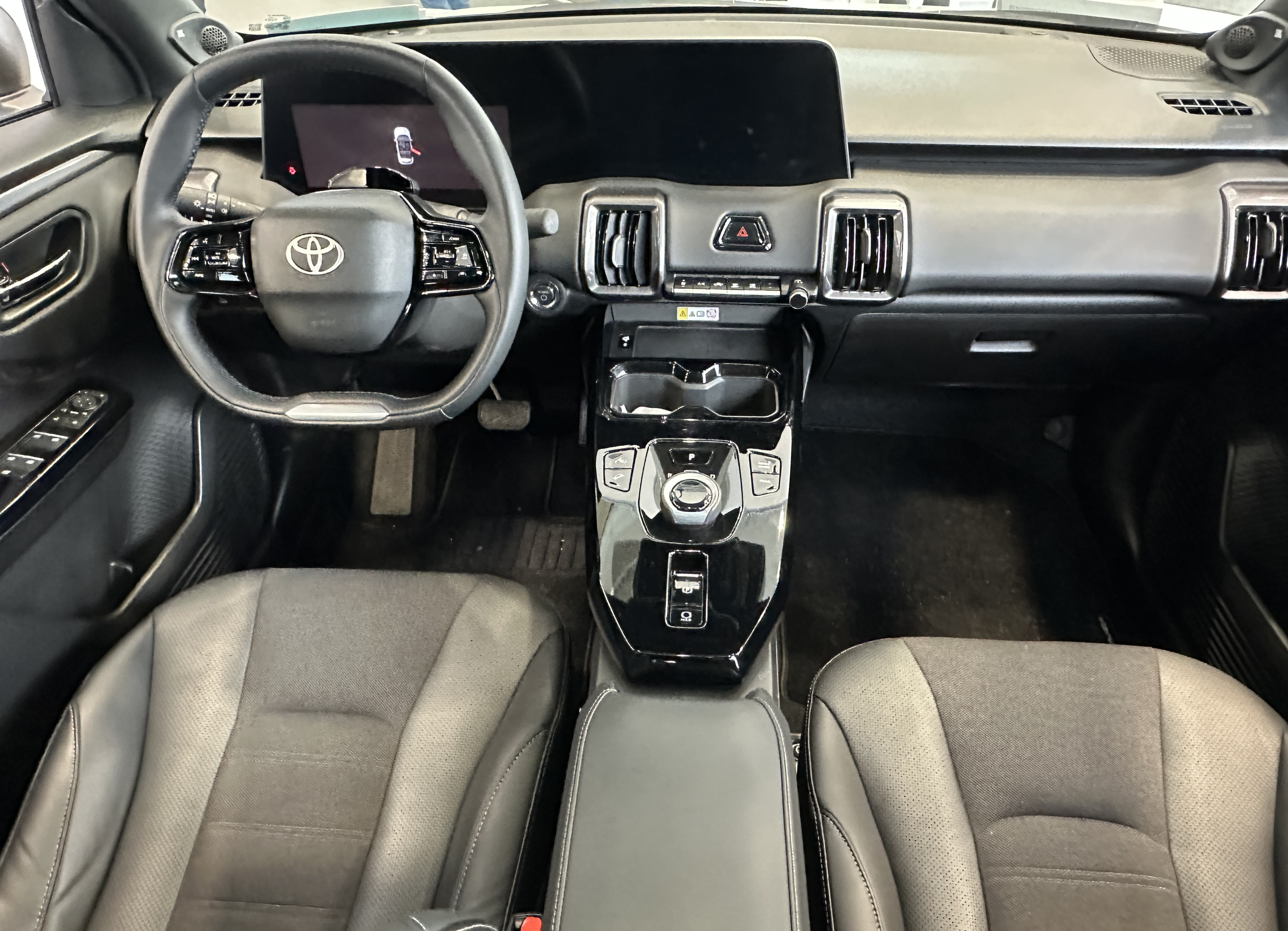
内装